# Coupe du monde de slalom de canoë-kayak 2015
Navigation
Coupe du monde de slalom 2014 Coupe du monde de slalom 2016
La 28e coupe du monde de slalom en canoë-kayak, organisée par la Fédération internationale de canoë, se déroule du 19 juin au 16 août 2015.

## Calendrier
| Date           | Ville             | Pays      |
| -------------- | ----------------- | --------- |
| 19 au 21 juin  | Prague            | Tchéquie  |
| 26 au 28 juin  | Cracovie          | Pologne   |
| 3 au 5 juillet | Liptovský Mikuláš | Slovaquie |
| 7 au 9 août    | La Seu d'Urgell   | Espagne   |
| 14 au 16 août  | Pau               | France    |

## Résultats
Le tableau recense les vainqueurs de chaque catégorie pour chacune des étapes.
| Catégorie                |                                                                                    |                            |                                                                                 |                                |                                                                                   |
| C-1 hommes               | Stanislav Ježek                                                                    | Matej Beňuš                | Michal Martikán                                                                 | Denis Gargaud Chanut           | Pierre-Antoine Tillard                                                            |
| C-1 femmes               | Kateřina Hošková                                                                   | Jessica Fox                | Mallory Franklin                                                                | Jessica Fox                    | Núria Vilarrubla                                                                  |
| C-2 hommes               | Gauthier Klauss Matthieu Péché                                                     | Jonáš Kašpar Marek Šindler | Pavol Hochschorner Peter Hochschorner                                           | Gauthier Klauss Matthieu Péché | Jonáš Kašpar Marek Šindler                                                        |
| K-1 hommes               | Jiří Prskavec                                                                      | Vavřinec Hradilek          | Mathieu Biazizzo                                                                | Boris Neveu                    | Peter Kauzer                                                                      |
| K-1 femmes               | Jasmin Schornberg                                                                  | Maialen Chourraut          | Jana Dukátová                                                                   | Corinna Kuhnle                 | Émilie Fer                                                                        |
| C-1 équipe hommes        | Michal Jáně/Stanislav Ježek/Tomáš Rak                                              | pas d'épreuvres            | Michal Martikán Alexander Slafkovský Matej Beňuš                                | pas d'épreuvres                | Nicolas Peschier Pierre-Antoine Tillard Martin Thomas                             |
| C-1 équipe femmes        | Kateřina Hošková Monika Jančová Tereza Fišerová                                    | pas d'épreuvres            | Kateřina Hošková Monika Jančová Tereza Fišerová                                 | pas d'épreuvres                | Núria Vilarrubla Annebel van der Knijff Miren Lazkano                             |
| C-2 équipe hommes        | Filip Brzeziński/Andrzej BrzeRhys Daviesziński Michał Wiercioch/Grzegorz Majerczak | pas d'épreuvres            | Ondřej Karlovský/Jakub Jáně Jonáš Kašpar/Marek Šindler Tomáš Koplík/Jakub Vrzáň | pas d'épreuvres                | David Florence/Richard Hounslow Rhys Davies/Matthew Lister Adam Burgess/Greg Pitt |
| K-1 équipes hommes cross | Mateusz Polaczyk Maciej Okręglak Dariusz Popiela                                   | pas d'épreuvres            | Lucien Delfour Daniel Watkins Jaxon Merritt                                     | pas d'épreuvres                | Mathieu Biazizzo Vivien Colober Boris Neveu                                       |
| K-1 équipes femmes cross | Karolína Galušková Kateřina Kudějová Štěpánka Hilgertová                           | pas d'épreuvres            | Elena Kaliská Jana Dukátová Kristína Zárubová                                   | pas d'épreuvres                | Maialen Chourraut Irati Goikoetxea Marta Martínez                                 |

## Classement final
| Épreuve   | Or                             | Argent                     | Bronze                      |
| --------- | ------------------------------ | -------------------------- | --------------------------- |
| C1 hommes | Matej Beňuš                    | Benjamin Savšek            | Alexander Slafkovský        |
| C1 femmes | Jessica Fox                    | Kateřina Havlíčková        | Viktoria Wolffhardt         |
| C2 hommes | Gauthier Klauss/Matthieu Péché | Jonáš Kašpar/Marek Šindler | Ondřej Karlovský/Jakub Jáně |
| K1 hommes | Peter Kauzer                   | Lucien Delfour             | Ondřej Tunka                |
| K1 femmes | Corinna Kuhnle                 | Jana Dukátová              | Jessica Fox                 |